# Jugendsinfonieorchester Köln

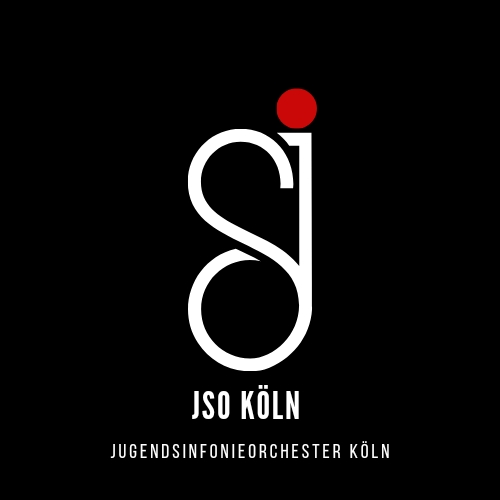
JSO Köln

Das Jugendsinfonieorchester der Rheinischen Musikschule Köln (JSO Köln) ist ein 1976 gegründetes Jugendsinfonieorchester der Rheinischen Musikschule in Köln. Seit 2023 ist Hamed Garschi künstlerischer Leiter des JSO.

## Geschichte
Das Jugendsinfonieorchester (JSO) der Rheinischen Musikschule Köln wurde 1976/1977 von Egon-Joseph Palmen gegründet. Nach dem Start mit 35 Mitglieder wuchs die Teilnehmerzahl schnell auf etwa 80 jugendliche Musiker im Alter von 13 bis 20 Jahren an, viele davon mehrfache Bundespreisträger beim Wettbewerb Jugend musiziert. Später übernahm Palmens Sohn Alvaro Palmen die Hauptleitung des Orchesters.
Viele ehemalige JSO-Mitglieder spielen heute in prominenten Orchestern wie dem Gürzenich-Orchester Köln, dem WDR Sinfonieorchester, den Berliner Philharmonikern oder den Wiener Symphonikern.
Das Orchester unternahm Konzertreisen nach Frankreich, Belgien, Italien, in die Niederlande sowie in die Tschechische Republik. 2016 gastierte es auf Einladung des Central Conservatory of Music in Peking (China), wo es zwei vielbeachtete Konzerte gab. 2017 feierte das Orchester sein 40-jähriges Jubiläum mit einer Besetzung von rund 100 Musikern mit drei Jubiläumskonzerten. 2018 reiste es nach Griechenland und Luxemburg und spielte dort Konzerte in der Thessaloniki Concert Hall sowie im Konservatorium Luxemburg. 
Regelmäßige Höhepunkte für das JSO sind eine jährliche Arbeitswoche in der Musikakademie Schloss Weikersheim mit anschließenden Konzerten sowie das seit über 10 Jahren alljährlich gemeinsam mit dem Gürzenich-Orchester unter der Leitung des Kölner Generalmusikdirektors durchgeführte Kooperationskonzert. Seit Sommer 2023 ist Hamed Garschi künstlerischer Leiter des JSO.

## Proben
Die Tuttiproben des Orchesters finden Donnerstags in der Aula des Berufskollegs Ehrenfeld statt. Neben den Tuttiproben finden regelmäßig Registerproben mit Dozenten der Rheinischen Musikschule und Streicher- sowie Bläserproben statt. Jedes Jahr führt in der ersten Woche der Herbstferien in Nordrhein-Westfalen eine Probefahrt in die Musikakademie Schloss Weikersheim.

## Konzerte und Repertoire
Neben dem klassischen und romantischen Repertoire spielt das Orchester auch Musik von Komponisten des 20. Jahrhunderts. Jedes Jahr werden zwei bis drei sinfonische Konzertprogramme erarbeitet.
Es finden regelmäßig Kooperationskonzerte mit dem Gürzenich-Orchester Köln statt. Dort erarbeiten die jungen Mitglieder des Jugendsinfonieorchesters gemeinsam mit den Musikern des Gürzenich-Orchesters meist unter der Leitung des aktuellen Generalmusikdirektors ein Programm, welches in ein bis zwei Konzerten präsentiert wird.
Üblicherweise werden vier Herbstkonzerte veranstaltet. Zwei Konzerte finden im Rahmen der Probefahrt nach Weikersheim in der Wandelhalle im Kurzentrum Bad Mergentheim und in Weikersheim statt. Im Anschluss findet ein Konzert in der Musikhochschule Köln statt. In den Jahren 2018 und 2019 spielte das Orchester je ein Konzert in Luxemburg. In früheren Jahren wurde ein viertes Herbstkonzert im Gymnasium Zum Altenforst in Troisdorf aufgeführt.